# Víctor Manuel Gutiérrez
Víctor Manuel Gutiérrez Garbín (Santa Rosa, Guatemala; 10 de enero de 1922 - Guatemala; 6 de marzo de 1966) fue un líder laboral guatemalteco. Gutiérrez, maestro de escuela de profesión, fue jefe de la Central General de Trabajadores de Guatemala (CGTG). Nacido en Santa Rosa, Guatemala, Gutiérrez fue un católico devoto en su juventud, y era conocido como un hombre tranquilo y hablador. Ha sido considerado como el líder laboral más importante en Guatemala desde 1944 hasta 1954.
Gutiérrez era miembro del Partido Comunista de Guatemala (PCG). En 1950 se separó de PCG en asuntos relacionados con la composición social del Comité Central del partido, y fundó el Partido Revolucionario Obrero Guatemalteco (PROG). En el otoño de 1951 viajó a Berlín para la reunión del Consejo General de la Federación Sindical Mundial y más tarde a Moscú. Al regresar a Guatemala, Gutiérrez disolvió el PROG el 2 de febrero de 1952 y se reincorporó al PCG. El segundo congreso del PCG (que luego cambió su nombre a Partido Guatemalteco del Trabajo, PGT), celebrado el mismo año, eligió a Gutiérrez para el Comité Central (CC) del partido. 
Gutiérrez siguió siendo miembro del CC del PGT hasta su muerte. El 3 de marzo de 1966, junto con otros líderes del PGT, fue arrestado en una operación militar y policial conjunta diseñada con la ayuda de agentes de inteligencia estadounidenses. Fue torturado hasta la muerte el 6 de marzo y su cadáver enterrado en secreto en el campo.